# Comuna Tșceneț, Mostîska
Tșceneț (în ucraineană Тщенець) este o comună în raionul Mostîska, regiunea Liov, Ucraina, formată din satele Tșceneț (reședința) și Volîțea.

## Demografie
Componența lingvistică a comunei Tșceneț
     Ucraineană (67,45%)
     Alte limbi (0,56%)
Conform recensământului din 2001, majoritatea populației comunei Tșceneț era vorbitoare de ucraineană (67,45%), existând în minoritate și vorbitori de polonă (31,87%).